# Heinrich-Krempel-Hütte
Die Heinrich-Krempel-Hütte ist eine Schutzhütte der Ortsstelle Wien des Österreichischen Bergrettungsdienstes und ist zur Schisaison der einzige besetzte Stützpunkt am Hochschneeberg, da alle Schutzhütten während der Wintermonate geschlossen sind.

## Geschichte
Zu Beginn der 1930er-Jahre musste im Zuge der aufkommenden Popularität des alpinen Schisportes und steigender Unfallzahlen an der Trenkwiesenabfahrt am Schneeberg, einer der damals beliebtesten Schiabfahrten in der näheren Umgebung von Wien, ein Streifendienst des Bergrettungsdienstes eingeführt werden.
Sie ist die erste in Österreich ausschließlich zur Durchführung des Bergrettungsdienstes errichtete Hütte (eröffnet am 24. Oktober 1937) und wurde nach einem der Pioniere des alpinen Rettungswesens Heinrich-Krempel-Hütte genannt.

## Lage
Die Heinrich-Krempel-Hütte liegt auf 1561 m ü. A. bei den „Gamsfeichten“ in der Nähe des Fleischer-Gedenksteins unterhalb der Schauersteinflanke in unmittelbarer Nähe zu Schneegraben, Wurzengraben und Frohnbachgraben.

## Anreise
- Anreise per Zug: bis Bahnhof Puchberg am Schneeberg und dann mit dem Bus weiter nach Losenheim
- Anreise per Auto: bis Losenheim bei Puchberg am Schneeberg
- Anreise per Bus: bis Losenheim

## Aufstieg
- von der Bergstation des Salamander Sessellifts über Edelweisshütte, „Almgatterl“: Gehzeit ca. 1½ Stunden
- von Losenheim: Gehzeit 2,5 bis 3 Stunden
- aus dem Höllental durch den Frohnbachgraben: Gehzeit ca. 2 bis 2½ Stunden

## Übergang zu anderen Hütten
- Edelweisshütte
- Fischerhütte
- Kienthalerhütte